# Zdravotnická izolovaná soustava
Zdravotnická izolovaná soustava (ZIS), jiným názvem: Zdravotnická IT soustava, je napájecí soustava používaná ve zdravotnictví pro napájení životně důležitých přístrojů. Tato soustava umožňuje nepřerušený provoz těchto přístrojů i za tzv. stavu jedné závady. Soustava je oddělena ochranným transformátorem a je neustále monitorována hlídačem izolačního stavu. Přesné požadavky jsou stanoveny normou ČSN 33 2000-7-710, platnou od ledna 2013 (mezinárodní: IEC 60364-7-710). Souběžně platila ještě do 31. srpna 2015 stará norma ČSN 33 2140.